# Globicephala macrorhynchus

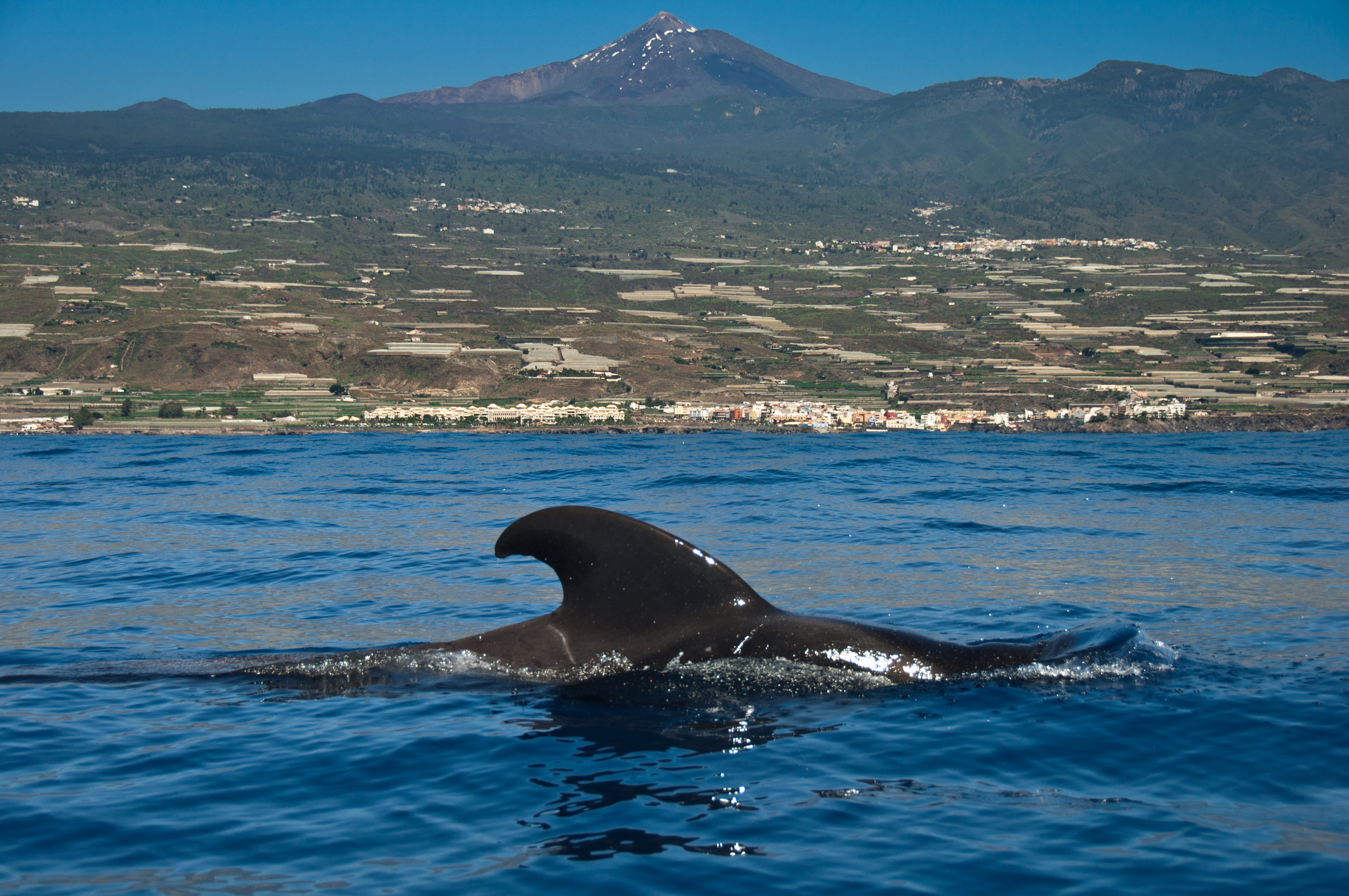
Calderon Tropical - Globicephala macrorhynchus

El calderón tropical o ballena piloto de aleta corta (Globicephala  macrorhynchus) es una especie de cetáceo odontoceto de la familia Delphinidae. Junto al calderón común (Globicephala melas) integra el género Globicephala.

## Descripción
Como su nombre lo indica, posee las aletas más cortas que el calderón común (Globicephala melas).
Su coloración es negra a gris oscuro. Posee algunas manchas blancas en la zona ventral. Los machos son más grandes que las hembra y tienen el melón más desarrollado. Los machos miden alrededor de 6 y 6,7 m y las hembras de 5 y 5,5 m con un peso de entre 1.000 a 4.000 kg.

## Población y distribución
Suelen vivir en grupos de entre diez a treinta individuos, pudiendo incluso llegar a los sesenta. 
Su alimentación se basa en calamares, pulpos y peces. Se presume usa su enorme melón para ayudarse en la cacería de sus presas. Habita entre los 41°S y 45°N en océanos de todo el mundo.

## Estado de conservación
En 2011 fue catalogado en la Lista Roja de la UICN como datos deficientes DD (del inglés data deficient) debido a que no existe claridad en su clasificación taxonómica, puesto que puede tratarse de varias especies o subespecies